# Мишуков, Захар Данилович
Захар Данилович Мишуков (14 марта 1684 — 1 декабря 1762, Санкт-Петербург) — русский военно-морской деятель, командующий Балтийским флотом в русско-шведскую (1741—1743) и Семилетнюю войну, адмирал (с 1757 года), кавалер ордена Андрея Первозванного.

## Биография
Из дворян. С 1699 года воспитывался в царском дворце. С 1702 по 1705 год обучался в Навигацкой школе. Несколько лет состоял денщиком при Петре I. По некоторым сведениям, возвысился благодаря браку с племянницей светлейшего князя А. Д. Меншикова.

### Участие в Северной войне
В 1708 году участвовал в разгроме шведского генерала Либекера. В 1710 году пожалован в штурманы. В 1711 году участвовал в Прутском походе, тогда же произведен в подпоручики гвардии. В 1713 году зачислен во флот унтер-лейтенантом, вскоре произведен в лейтенанты. В 1714 году участвовал в Гангутском сражении. В 1715 году при сопровождении в Швецию возвращавшегося из русского плена шведского генерал-майора Горна сам был захвачен в плен шведами (вероятно, миссия носила и разведывательный характер). В 1717 году освобожден из плена по обмену. В 1718 году произведен в капитан-лейтенанты. В 1719 году принимал участие в экспедиции галерного флота к шведским берегам. В 1720 году произведен в капитаны 3-го ранга.
По заключении Ништадтского мира произведен в капитаны 1-го ранга. В 1721 году был отправлен в Голландию, чтобы привести построенные там корабли «Ништадт» и «Принц Евгений», однако, на обратном пути «Ништадт», которым командовал Мишуков, налетел на мель у острова Эзель и разбился. Спасти удалось лишь команду.
В 1722 году участвовал в Персидском походе. В 1723 году, командуя кораблем «Мальбург» принимал участие в гидрографических работах на Балтике. В августе и сентябре 1724 года командовал яхтой «Принцесса Елизавета», на которой принимал участие в церемонии переноса мощей святого Александра Невского из Шлиссельбурга в Санкт-Петербург. В 1725 году Екатерина I назначила Мишукова «к исправлению дел в петербургской адмиралтейской конторе». С 1726 по 1730 в звании капитан-командора занимал должность главного командира Астраханского порта.
В 1732 году произведен в контр-адмиралы, назначен советником Адмиралтейств-коллегии и руководителем строительства кронштадтского канала. Во время русско-турецкой войны в 1738 году непродолжительное время в Брянске наблюдает за постройкой судов Днепровской флотилии.
С началом русско-шведской войны в 1742 году произведен в вице-адмиралы и назначен главнокомандующим Балтийским флотом, однако всячески уклонялся от активных действий против шведов, за что был снят с командования и над его действиями было назначено следствие.
С 1742 по 1745 годы — главный командир Кронштадтского порта. В 1745 году назначен присутствовать в Адмиралтейств-коллегии. В этой должности в 1745 — 1750 годах несколько раз возглавлял флот в крейсерских походах по Балтийскому морю. В 1747 году награждён орденом Св. Александра Невского.

### Участие в Семилетней войне
В 1757 году с началом Семилетней войны произведен в адмиралы и вновь назначен командующим Балтийским флотом. В связи с преклонным возрастом помощниками к нему были определены адмирал В. А. Мятлев, а также вице-адмиралы В. Ф. Люис и Г. А. Кайзер, контр-адмиралы Н. Г. Лопухин и Д. Я. Лаптев.
По плану фельдмаршала Апраксина ревельская и кронштадтская эскадры должны были блокировать Пиллау, а по взятии Кенигсберга — Данциг, а также поддерживать армию при взятии Мемеля. Галерному флоту следовало доставить десант в Либаву, а затем снабжать армию продовольствием в Кенигсберге. Состав флота:
- Кронштадтская эскадра (под командованием самого Мишукова) — 14 линейных кораблей, 3 фрегата, 2 прама и 2 бомбардирских судна.
- Ревельская эскадра (под командованием контр-адмирала Люиса) — 6 кораблей, 3 фрегата.
- Галерный флот (под командованием контр-адмирала Кашкина) — 41 судно.

21 июня 1757 года ревельская и кронштадтская эскадры соединились у Мемеля, в тот же день начав обстрел города, одновременно с началом осады сухопутными войсками. 24 июня крепость капитулировала. В течение всего лета флот крейсировал в Балтийском море, блокировал Пиллау и только 17 сентября кронштадтская эскадра вернулась на базу. Ревельская эскадра в сентябре продолжала крейсировать у Оденсхольма, Дагерорта, Брустерорта, затем стояла на рейде Данцига, посылая отдельные суда в крейсерство, и только 27 октября вернулась в Ревель.
В апреле 1758 года была подписана русско-шведская декларация о недопущении британского флота на Балтику. В течение всего 1758 года Балтийский флот совместно с шведским флотом осуществлял крейсерство неподалёку от пролива Зунд.
В 1759 году освобожден от командования флотом и вновь назначен членом Адмиралтейств-коллегии.
В 1760 году награждён орденом Андрея Первозванного, вновь назначен командующим Балтийским флотом и получил приказ овладеть с моря Кольбергом. К 16 августа ревельская и кронштадтская эскадры прибыли к Кольбергу. 17 августа флот начали бомбардировку крепости и начал высадку десанта. 19 августа к русскому флоту присоединился шведский. 21 августа начался шторм, который отрезал эскадру от десанта, но немцы не воспользовались случаем для разгрома десанта. После окончания шторма боевые действия возобновились, десант продвигался в сторону крепости, были установлены батареи, которые с суши также начали обстрел города. 31 августа в городе вспыхнул пожар. На помощь осаждённым Фридрих II направил 6-тысячный корпус генерала Вернера, который захватил сухопутные батареи. Десант был эвакуирован на корабли и 10 сентября флот отошел от Кольберга.
По результатам осады Кольберга была создана комиссия, которая признала Мишукова виновным, но простила его. Он был снят с командования флотом и определен в Адмиралтейств-коллегию. Вступивший на престол Пётр III в мае 1762 года отправил Мишукова в отставку без пенсии.
Умер 1 декабря 1762, в Санкт-Петербурге. Похоронен в Александро-Невской лавре.